# Порт-Вашингтон (Огайо)
Порт-Вашингтон (англ. Port Washington) — селище (англ. village) в США, в окрузі Таскарвас штату Огайо. Населення — 548 осіб (2020).

## Географія
Порт-Вашингтон розташований за координатами 40°19′36″ пн. ш. 81°31′9″ зх. д. / 40.32667° пн. ш. 81.51917° зх. д. (40.326772, -81.519114).  За даними Бюро перепису населення США в 2010 році селище мало площу 1,33 км², уся площа — суходіл.

## Демографія
Згідно з переписом 2010 року, у селищі мешкало 569 осіб у 209 домогосподарствах у складі 164 родин. Густота населення становила 427 осіб/км².  Було 232 помешкання (174/км²).
Расовий склад населення:
| - 97,7 % — білих - 0,2 % — азіатів - 1,8 % — осіб інших рас |

До двох чи більше рас належало 0,4 %. Частка іспаномовних становила 1,8 % від усіх жителів.
За віковим діапазоном населення розподілялося таким чином: 26,4 % — особи молодші 18 років, 57,6 % — особи у віці 18—64 років, 16,0 % — особи у віці 65 років та старші. Медіана віку мешканця становила 39,1 року. На 100 осіб жіночої статі у селищі припадало 94,9 чоловіків;  на 100 жінок у віці від 18 років та старших — 88,7 чоловіків також старших 18 років.
Середній дохід на одне домашнє господарство  становив 44 027 доларів США (медіана — 39 107), а середній дохід на одну сім'ю — 47 909 доларів (медіана — 43 281). Медіана доходів становила 35 909 доларів для чоловіків та 21 184 долари для жінок. За межею бідності перебувало 22,1 % осіб, у тому числі 30,6 % дітей у віці до 18 років та 0,0 % осіб у віці 65 років та старших.
Цивільне працевлаштоване населення становило 265 осіб. Основні галузі зайнятості: виробництво — 31,3 %, освіта, охорона здоров'я та соціальна допомога — 17,4 %, роздрібна торгівля — 10,9 %, мистецтво, розваги та відпочинок — 6,4 %.